# Nieprzyjaciel (powieść)
Nieprzyjaciel (ang. The Enemy) – ósma powieść serii z Jackiem Reacherem, brytyjskiego pisarza Lee Childa, wydana w oryginale przez wydawnictwo Delacorte Press w Stanach Zjednoczonych oraz przez wydawnictwo Bantam Press w Wielkiej Brytanii w 2004 r. Pierwsze polskie wydanie ukazało się nakładem wydawnictwa Albatros 30 czerwca 2010 r.

## Fabuła
Jack Reacher otrzymuje rozkaz tymczasowego przeniesienia się z Panamy do bazy wojskowej Fort Bird w Karolinie Północnej i objęcia tam funkcji komendanta żandarmerii. Podczas dyżuru w sylwestrową noc na przełomie 1989 i 1990 r., Reacher otrzymuje telefon o znalezieniu martwego, dwugwiazdkowego generała Kennetha Roberta Kramera w motelu położonym niedaleko bazy. Generał Kramer zmarł z przyczyn naturalnych na zawał serca, był dowódcą wojsk pancernych na Europę. Reacher zostaje poproszony przez swojego zwierzchnika, generała Garbera o zawiadomienie żony Kramera w Green Valley w Wirginii. Na miejsce udaje się z porucznik Summer, która jako kobieta ma za zadanie pocieszyć wdowę, jeśli zajdzie taka potrzeba. W domu Kramerów odkrywają, iż żona Kramera została zamordowana. Reacher wraz z porucznik Summer angażują się w śledztwo dotyczące zgonu generała Kramera oraz próbują odnaleźć jego teczkę, w której przechowywał ważne dokumenty. Wkrótce potem zamordowanych zostaje dwóch kolejnych żołnierzy z oddziału Delta Force z bazy Fort Bird. W wyniku działań nieprzychylnych osób, Jack Reacher postawiony zostaje w chmurze podejrzeń. Jego nowy komendant nakazuje mu przerwanie śledztwa i zatuszowanie pewnych, niewygodnych dla armii aspektów.
W czasie rozpadu bloku wschodniego, wraz z rozpadem komunizmu ludzie armii amerykańskiej martwią się o niechybną redukcję zatrudnienia. Różne szczeble dowództwa oraz wysokiej rangi generałowie stają do zażartej walki o władzę.

## Informacje wydawnicze
Pierwsze polskie wydanie powieści zostało wydane przez wydawnictwo Albatros 30 czerwca 2010 r. pod niezmienionym w stosunku do oryginału tytułem Nieprzyjaciel. Książka w I edycji została wydana jednocześnie w miękkiej i twardej oprawie.
Kolejne wydania książki ukazały się w 2011, 2013, 2015 oraz w serii będącą częścią większej kolekcji w 2016 r. Powieść została także wydana w formie e-booka w marcu 2013 r.
| Informacje wydawnicze | Wydanie I1                                        | Wydanie II             | E-book                 | Wydanie III2           | Wydanie IV2            | Wydanie V3                   |
| --------------------- | ------------------------------------------------- | ---------------------- | ---------------------- | ---------------------- | ---------------------- | ---------------------------- |
| Wydawnictwo           | Albatros                                          | Albatros               | Albatros               | Albatros               | Albatros               | Ringier Axel Springer Polska |
| Tytuł                 | Nieprzyjaciel                                     | Nieprzyjaciel          | Nieprzyjaciel          | Nieprzyjaciel          | Nieprzyjaciel          | Nieprzyjaciel                |
| ISBN                  | ISBN 978-83-7659-195-71a ISBN 978-83-7659-196-41b | ISBN 978-83-7659-794-2 | ISBN 978-83-7659-473-6 | ISBN 978-83-7659-942-7 | ISBN 978-83-7985-641-1 | bd.                          |
| Data wydania          | 2010-06-30                                        | 2011-12-02             | marzec 2013            | 2013-02-08             | 2015-08-21             | 2016-05-17                   |
| Liczba stron          | 480                                               | 480                    | bd.                    | 480                    | 480                    | 478                          |
| Oprawa/Format         | miękka/twarda                                     | miękka                 | EPUB                   | miękka                 | miękka                 | twarda                       |
| Wymiary [mm]          | 125x195                                           | 145x205                | 145x205                | 125x195                | 125x195                | bd.                          |

1: Książka wydana w serii wydawniczej „Bestsellery Literatury Sensacyjnej”.

1a: Książka wydana w oprawie miękkiej.

1b: Książka wydana w oprawie twardej.

2: Zmieniony projekt graficzny okładki.

3 Książka wydana w kolekcji „Jack Reacher – ponad prawem”.

## Nagrody i nominacje
- 2005: Nominacja do nagrody Dilys Award[1]
- 2005: Nagroda The Barry Awards – Najlepsza powieść[2]